# Клемятіно (Казулінське сільське поселення)
Клемятіно (рос. Клемятино) — присілок Сафоновського району Смоленської області Росії. Входить до складу Казулінського сільського поселення.
Населення — 23 особи (2007 рік). 